# 薩拉索塔斯普林斯 (佛羅里達州)
薩拉索塔斯普林斯（英語：Sarasota Springs）是位於美國佛羅里達州薩拉索塔縣的一個人口普查指定地區。

## 地理
薩拉索塔斯普林斯的座標為27°18′36″N 82°28′42″W / 27.31000°N 82.47833°W，而該地最高點為海拔高度7米（即23英尺）。

## 人口
根據2010年美國人口普查的數據，薩拉索塔斯普林斯的面積為9.40平方千米，當中陸地面積為9.10平方千米，而水域面積為0.30平方千米。當地共有人口14395人，而人口密度為每平方千米1,531人。